# Partecipanti ai Campionati del mondo di ciclismo su strada 2008 - Gara in linea femminile Elite
Elenco dei partecipanti alla gara in linea femminile Elite dei Campionati del mondo di ciclismo su strada 2008.
Al via erano schierate 138 cicliste in rappresentanza di 35 nazioni. Di queste 109 portarono a termine la gara mentre 61 si ritirarono.

## Corridori per squadra
R: indica un corridore ritirato.
| Italia        | Italia                 | Italia        | Canada        | Canada                      | Canada        | Estonia               | Estonia               | Estonia               |
| ------------- | ---------------------- | ------------- | ------------- | --------------------------- | ------------- | --------------------- | --------------------- | --------------------- |
| 1             | Monia Baccaille        | 26º           | 71            | Julie Beveridge             | 60º           | 120                   | Laura Lepasalu        | R                     |
| 2             | Giorgia Bronzini       | 14º           | 72            | Felicia Greer               | 78º           | 121                   | Grete Treier          | 43º                   |
| 3             | Noemi Cantele          | 37º           | 73            | Anne Samplonius             | R             |                       |                       |                       |
| 4             | Tatiana Guderzo        | 29º           | 74            | Erinne Willock              | 48º           |                       |                       |                       |
| 5             | Eva Lechner            | R             | 75            | Alex Wrubleski              | 9º            |                       |                       |                       |
| 6             | Fabiana Luperini       | 70º           |               |                             |               |                       |                       |                       |
| Paesi Bassi   | Paesi Bassi            | Paesi Bassi   | Ukraina       | Ukraina                     | Ukraina       | Kazakistan            | Kazakistan            | Kazakistan            |
| 7             | Chantal Beltman        | 12º           | 76            | Al'ona Andruk               | 91º           | 137                   | Marija Slokotovič     | R                     |
| 8             | Regina Bruins          | R             | 77            | Oksana Kaščyšyna            | 73º           |                       |                       |                       |
| 9             | Suzanne De Goede       | 62º           | 78            | Jevhenija Vysoc'ka          | 83º           |                       |                       |                       |
| 10            | Mirjam Melchers        | 30º           |               |                             |               |                       |                       |                       |
| 11            | Irene van den Broek    | R             |               |                             |               |                       |                       |                       |
| 12            | Marianne Vos           | 2º            |               |                             |               |                       |                       |                       |
| Germania      | Germania               | Germania      | Belgio        | Belgio                      | Belgio        | Lussemburgo           | Lussemburgo           | Lussemburgo           |
| 13            | Judith Arndt           | 3º            | 79            | Liesbet De Vocht            | 58º           | 123                   | Nathalie Lamborelle   | R                     |
| 14            | Angela Brodtka         | R             | 80            | Lieselot Decroix            | 49º           | 124                   | Christine Majerus     | R                     |
| 15            | Claudia Häusler        | 11º           | 81            | Grace Verbeke               | 16º           |                       |                       |                       |
| 16            | Luise Keller           | 72º           | 82            | Laure Werner                | 84º           |                       |                       |                       |
| 17            | Ina-Yoko Teutenberg    |               |               |                             |               |                       |                       |                       |
| 18            | Trixi Worrack          | 5º            |               |                             |               |                       |                       |                       |
| Stati Uniti   | Stati Uniti            | Stati Uniti   | Venezuela     | Venezuela                   | Venezuela     | Repubblica Ceca       | Repubblica Ceca       | Repubblica Ceca       |
| 19            | Kristin Armstrong      | 39º           | 83            | María Briceño               | R             | 125                   | Jarmila Machačová     | R                     |
| 20            | Katheryn Curi Mattis   | R             | 84            | Danielys García             | R             | 126                   | Martina Růžičková     | 51º                   |
| 21            | Kori Kelley Seehafer   | 67º           | 85            | Adriana Lovera              | R             |                       |                       |                       |
| 22            | Brooke Miller          | R             |               |                             |               |                       |                       |                       |
| 23            | Amber Neben            | 22º           |               |                             |               |                       |                       |                       |
| 24            | Christine Thorburn     | R             |               |                             |               |                       |                       |                       |
| Svezia        | Svezia                 | Svezia        | Danimarca     | Danimarca                   | Danimarca     | Bielorussia           | Bielorussia           | Bielorussia           |
| 25            | Karin Aune             | R             | 86            | Maja Adamsen                | 44º           | 127                   | Alena Sitsko          | R                     |
| 26            | Emilia Fahlin          | R             | 87            | Linda Villumsen             | 13º           | 128                   | Zinaida Stahurskaja   | 38º                   |
| 27            | Monica Holler          | R             |               |                             |               | 129                   | Hanna Talkanitsa      | R                     |
| 28            | Emma Johansson         | 4º            |               |                             |               |                       |                       |                       |
| 29            | Marie Lindberg         | R             |               |                             |               |                       |                       |                       |
| 30            | Susanne Ljungskog      | 31º           |               |                             |               |                       |                       |                       |
| Svizzera      | Svizzera               | Svizzera      | Sudafrica     | Sudafrica                   | Sudafrica     | Norvegia              | Norvegia              | Norvegia              |
| 31            | Mirjam Hauser-Senn     | 85º           | 88            | Lynette Burger              | 88º           | 130                   | Anita Valen De Vries  | R                     |
| 32            | Jennifer Hohl          | 79º           | 89            | Robyn De Groot              | R             |                       |                       |                       |
| 33            | Patricia Schwager      | 66º           | 90            | Yolandi Du Toit             | R             |                       |                       |                       |
| 34            | Andrea Thürig          | R             | 91            | Anriette Schoeamn           | 76º           |                       |                       |                       |
| 35            | Karin Thürig           | R             | 92            | Cherise Taylor              | R             |                       |                       |                       |
| 36            | Sereina Trachsel       | 50º           | 93            | Marissa Van der Merwe       | 56º           |                       |                       |                       |
|               |                        |               | 94            | Chrissie Viljoen            | 87º           |                       |                       |                       |
| Australia     | Australia              | Australia     | Spagna        | Spagna                      | Spagna        | Irlanda               | Irlanda               | Irlanda               |
| 37            | Nathalie Bates         | R             | 95            | Leticia Gil Parra           | R             | 131                   | Siobhan Dervan        | 24º                   |
| 38            | Nikki Egyed            | 15º           | 96            | Eneritz Iturriagaechevarria | 52º           | 132                   | Olivia Dillon         | R                     |
| 39            | Rochelle Gilmore       | R             | 97            | Iosune Murillo              | R             | 133                   | Louise Moriarty       | R                     |
| 40            | Emma Rickards          | R             | 98            | Gema Pascual                | R             | 134                   | Heather Wilson        | R                     |
| 41            | Carla Ryan             | 64º           | 99            | Anna Sanchis                | 36º           |                       |                       |                       |
| 42            | Vicki Whitelaw         | 53º           | 100           | Marta Vilajosana            | 7º            |                       |                       |                       |
| 43            | Oenone Wood            | 63º           |               |                             |               |                       |                       |                       |
| Gran Bretagna | Gran Bretagna          | Gran Bretagna | Nuova Zelanda | Nuova Zelanda               | Nuova Zelanda | Saint Kitts and Nevis | Saint Kitts and Nevis | Saint Kitts and Nevis |
| 44            | Jessica Allen          | 61º           | 101           | Kaytee Boyd                 | 21º           | 137                   | Kathryn Bertine       | R                     |
| 45            | Elizabeth Armitstead   | 41º           | 102           | Rosara Joseph               | 69º           |                       |                       |                       |
| 46            | Nicole Cooke           | 1º            | 103           | Joanne Kiesanowski          | 8º            |                       |                       |                       |
| 47            | Sharon Laws            | 28º           |               |                             |               |                       |                       |                       |
| 48            | Emma Pooley            | 35º           |               |                             |               |                       |                       |                       |
| Lituania      | Lituania               | Lituania      | Polonia       | Polonia                     | Polonia       | Slovacchia            | Slovacchia            | Slovacchia            |
| 49            | Inga Čilvinaitė        | 90º           | 104           | Paulina Brzeźna             | 55º           | 138                   | Katarína Uhláriková   | R                     |
| 50            | Rasa Leleivytė         | 81º           | 105           | Monika Grzebinoga           | 57º           |                       |                       |                       |
| 51            | Jolanta Polikevičiūtė  | 34º           | 106           | Anna Harkowska              | R             |                       |                       |                       |
| 52            | Rasa Polikevičiūtė     | 27º           | 107           | Małgorzata Jasińska         | 23º           |                       |                       |                       |
| 53            | Edita Pučinskaitė      | 18º           | 108           | Sylwia Kapusta              | 75º           |                       |                       |                       |
| 54            | Modesta Vžesniauskaitė | 32º           | 109           | Magdalena Zamolska          | 89º           |                       |                       |                       |
| 55            | Diana Žiliūtė          | 6º            |               |                             |               |                       |                       |                       |
| Francia       | Francia                | Francia       | Brasile       | Brasile                     | Brasile       | Germania              | Germania              | Germania              |
| 56            | Karine Gautard         | 47º           | 110           | Uenia Fernandes             | R             | 139                   | Charlotte Becker      | 71º                   |
| 57            | Julie Krasniak         | 86º           | 111           | Clemilda Fernandes          | 46º           |                       |                       |                       |
| 58            | Jeannie Longo          | 17º           | 112           | Janildes Fernandes          | R             |                       |                       |                       |
| 59            | Edwige Pitel           | 54º           | 113           | Rosane Kirch                | 42º           |                       |                       |                       |
| 60            | Maryline Salvetat      | 20º           |               |                             |               |                       |                       |                       |
| 61            | Elodie Touffet         | 80º           |               |                             |               |                       |                       |                       |
| Austria       | Austria                | Austria       | Messico       | Messico                     | Messico       |                       |                       |                       |
| 62            | Daniela Pintarelli     | 59º           | 114           | Giuseppina Grassi           | R             |                       |                       |                       |
| 63            | Monika Schachl         | 68º           | 115           | Veronica Leal               | 74º           |                       |                       |                       |
| 64            | Christiane Soeder      | 19º           | 116           | Laura Lorenza Morfin        | 25º           |                       |                       |                       |
| Russia        | Russia                 | Russia        | Giappone      | Giappone                    | Giappone      |                       |                       |                       |
| 65            | Тat'jana Аntošina      | 65º           | 117           | Mayuko Hagiwara             | R             |                       |                       |                       |
| 66            | Julija Blindjuk        | R             | 118           | Miho Oki                    | 82º           |                       |                       |                       |
| 67            | Natal'ja Bojarskaja    | 33º           | 119           | Yuka Yamashima              | R             |                       |                       |                       |
| 68            | Aleksandra Burčenkova  | 40º           |               |                             |               |                       |                       |                       |
| 69            | Oksana Kozončuk        | 45º           |               |                             |               |                       |                       |                       |
| 70            | Julija Martisova       | 10º           |               |                             |               |                       |                       |                       |